# PAROLI

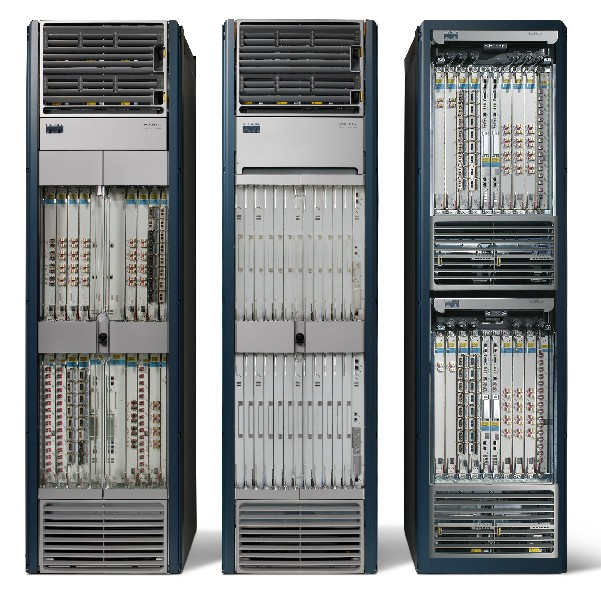
Три шасси системы маршрутизации операторского класса
Если бы эти блоки были соединены, использовался бы протокол PAROLI

PAROLI — запатентованный протокол, используемый внутри многоуровневой системы маршрутизации операторского класса от разработчика сетевого оборудования Cisco. Название протокола является аббревиатурой от фразы «PARallel Optical LInk».

## Использование протокола PAROLI
Этот протокол используется для соединения цифровых линейных карт, расположенных в так называемом шасси линейных карт, с коммутационной фабрикой в шасси коммутатора, в которой перемещение данных между двумя упомянутыми выше типами шасси сравнимо с передачей данных через объединительную плату в одном -уровневая система. Требуемая полоса пропускания очень высока, и для обеспечения требуемой надежности полки соединяются несколькими оптическими кабелями.
В связи с тем, что этот протокол (функция) используется только в многоуровневых системах маршрутизации операторского класса от Cisco, его возможно найти только в IOS XR — специальной высокопроизводительной версии межсетевой операционной системы Cisco.
Существует три основных типа маршрутизирующих систем операторского класса:
- одиночное шасси свитч-фабрики и шасси из двух цифровых линейных карт;
- шасси из двух свитч-фабрик и шасси из двух цифровых линейных карт;
- шасси из четырёх свитч-фабрик и шасси из двух цифровых линейных карт.

Второй вариант является самым отказоустойчивым типом системы маршрутизации операторского класса. В то время как одиночное шасси свитч-фабрики требует дублирование на большинстве уровней (питание, вентиляция, управляющие карточки, переключающие карточки и др.), многоуровневая система, основанная на двух картах свитч-фабриках и, по крайней мере, на двух шасси линейных цифровых карт будет продолжать работать даже когда одна из частей свитч-фабрик полностью прекратит работу. Четыре свитч-фабрики также дают оптимальную доступность и надежность без потери любой пропускной способности в случае, если отказывает модуль коммутационной матрицы.

## Расстояние между стойками
Хотя различные стойки систем маршрутизации часто помещаются непосредственно друг за другом, система PAROLI предусматривает наличие некоторого расстояния между ними. При необходимости возможно разместить разные стойки в разных комнатах (например, если в системе с двумя шасси свитч-фабриками, одно из этих шасси с половиной шасси линейных цифровых карт находится в комнате данных 1 и остальные системы в комнате 2, то при этом, даже если в одной комнате случится пожар, система будет продолжать работать), но лишь при условии того, что длина оптоволоконного канала не превышает 100 метров (328 футов). Эта особенность также позволяет перемещать отдельные стойки системы.

## Взаимодействие стоек
Весь поток данных, поступающий в стойки системы маршрутизации операторского класса проходит через интерфейс линейной цифровой карты в стойку линейной цифровой карты. Затем поток данных направляется к стойке свитч-фабрике, где блок данных обрабатывается и, в зависимости от расстояния и системы конфигурации, данные отправляются на выходной интерфейс или же на линейную цифровую карту в шлейф линейной цифровой карты. Таким образом, связующая стойка будет обрабатывать такие же объёмы данных, как обычно обрабатывает в любой одиночной стойке маршрутизатор. Для обеспечения высоких скоростей на внешних оптоволоконных кабелях компании Cisco разработаны специальные модули. Для системы из нескольких стоек вам необходимо три вида соединения между шасси линейных цифровых карт и шасси свитч-фабрик:
1. Кабели управления;
2. Кабели для контроллеров;
3. Промежуточные кабели.

### Кабели управления
Кабели управления, передачи сигналов тревоги, внешней синхронизации позволяют управлять различными стойками в системе. Существует несколько различных типов опций управления и передачи сигналов тревоги. Требуется хотя бы одна кабельная система управления, и в общем случае это будет подключение к сети Ethernet.
- Консольная кабельная проводка: первоначальная конфигурация маршрутного процессора (RP) полки многоуровневой системы выполняется через консольный порт. Порт управления Ethernet будет работать только после его настройки с помощью терминала, подключенного к консольному порту. Начальная конфигурация уровня стойки выполняется через консольный порт RP. Консольный порт 22 (уровень коммутационной фабрики) или 2-портовая карта (уровень с линейной цифровой картой) не может использоваться для настройки новой системы. Если вам необходимо, чтобы все консольные порты каждого RP были объединены, вы можете использовать сервер терминалов.
- Порт AUX: обеспечивает удаленный внеполосный доступ к RP, аналогичен консольному порту, но предназначен для удаленного доступа через модем.
- Порт управления Ethernet: он будет основным средством настройки системы и управления ею после первоначальной установки параметров. В общем случае Ethernet-порты каждого RP в системе будут подключены к локальной сети вне сети, поэтому вы будете контролировать систему, даже если CSR не сможет маршрутизировать какие-либо данные. Если CSR установлена в том же месте, что и система конфигурации, вы, вероятно, будете использовать выделенную локальную сеть LAN. Если CSR находится в другом месте, вы, вероятно, подключите эту (конфигурационную) систему управления (V) LAN к вашему NOC через сетевое соединение, которое не использует CRS для маршрутизации данных (или у вас есть метод возврата, например, Доступ ISDN к локальной сети)
- Кабель аварийного отключения: вы можете использовать внешние схемы аварийного выключения для повышения частоты и количества аварийных сигналов с помощью модулей питания.
- Внешняя синхронизация сети: если вы используете внешние часы для синхронизации своих сетевых компонентов, вы можете «встроить» эти часы во все уровни.[2]

### Кабели для контроллеров
Для контрольной кабельной системы Cisco создал специальный модуль для использования в корпусе материнской платы: 22-портовый контроллер Gigabit Ethernet модуля Shelf Control SC-GE-22. И на LCC вы используете два интерфейса Ethernet, снабженные двумя RP в каждом шасси. В одном SFC с двумя LCC вы будете устанавливать оба модуля SC-GE-22 в одном SFC, а каждый интерфейс RP соединяется дважды с одним SFC. В конфигурации 2x2 один порт GE каждого RP соединяется с одним SFC, а другой порт GE соединяется с другим SFC. В четырёх настройках SFC первый RP подключается к SFC 1 и 3, а другой RP этого уровня подключается к SFC 2 и 4. Чтобы обеспечить избыточность, вы будете подключать каждый интерфейс ethernetport0 каждого RP к порту на первом FC-FE -22 и каждый интерфейс 1 ко второму SC-FE-22. А для обеспечения связи между двумя модулями Sc-FE-22 (создание сетчатой сети) вы соединяете порт 22 каждого SC-FE-22 друг с другом. В двойном SFC каждый SC-FE-22 имеет прямую (полную сетку) ссылку на все 3 других SC-FE-22 и в 4 SFC-системе, вы также создаете сеть с полным ядром между всеми модулями FC-FE-22. Эта кабельная система означает, что для одного SFC и двух LCC вам понадобятся 8+1 Ethernet-кабелей для сетевого управления, в двух SFC вам понадобится 14 кабелей (8xSC-LC + 6 LCC-сетка), а в 4 SFC-2 LCC требуется 8 LC-кабелей и 28 ситовых кабелей SFC-SFC.

### Промежуточные кабели
По промежуточным кабелям система передаёт фактические данные или полезную нагрузку между шасси линейной цифровой платы и шасси коммутационной фабрики. Для промежуточного соединения система использует 8 уровней фабрики с номерами от 0 до 7. В сочетании с этим используется 3 компонента или этапа. Когда пакет поступает через интерфейс на линейной плате в LCC (входящий FCC), он находится на этапе 1, затем переходит к коммутационной матрице (этап 2), а затем к целевой линейной карте (этап 3). Конечно, возможно, что линейная цифровая карта входа находится на том же уровне, что и карта исходящих линий, но в этом случае используется эта же трехступенчатая модель.